# Drepturi speciale de tragere
Drepturile speciale de tragere (DST sau, internațional, XDR) sunt moneda virtuală a Fondului Monetar Internațional, conceput ca înlocuitor al standardului aurului. Tranzacțiile în interiorul Fondului Monetar Internațional sunt calculate în DST. O serie de valute naționale sunt fixate la un anumit raport în relație cu DST.
Valoarea sa se calculează în funcție de dolarul american (41.73%), euro (30.93%), renminbiul chinezesc (10.92%), yenul japonez (8.33%) și lira sterlină britanică (8.09%), conform cotațiilor de la bursa londoneză.
| Period    | USD              | DEM              | FRF             | JPY          | GBP              |
| --------- | ---------------- | ---------------- | --------------- | ------------ | ---------------- |
| 1981–1985 | 0.54 (42%)       | 0.46 (19%)       | 0.74 (13%)      | 34.0 (13%)   | 0.071 (13%)      |
| 1986–1990 | 0.452 (42%)      | 0.527 (19%)      | 1.02 (12%)      | 33.4 (15%)   | 0.0893 (12%)     |
| 1991–1995 | 0.572 (40%)      | 0.453 (21%)      | 0.8 (11%)       | 31.8 (17%)   | 0.0812 (11%)     |
| 1996–1998 | 0.582 (39%)      | 0.446 (21%)      | 0.813 (11%)     | 27.2 (18%)   | 0.105 (11%)      |
|           | USD              | EUR              | EUR             | JPY          | GBP              |
| 1999–2000 | 0.5821 (39%)     | 0.228 (21%)      | 0.1239 (11%)    | 27.2 (18%)   | 0.105 (11%)      |
| 1999–2000 | 0.5821 (39%)     | = 0.3519 (32%)   |                 | 27.2 (18%)   | 0.105 (11%)      |
| 2001–2005 | 0.577 (44%)      | 0.426 (31%)      | 0.426 (31%)     | 21.0 (14%)   | 0.0984 (11%)     |
| 2006–2010 | 0.632 (44%)      | 0.41 (34%)       | 0.41 (34%)      | 18.4 (11%)   | 0.0903 (11%)     |
| 2011–2016 | 0.68 (41.9%)     | 0.423 (37.4%)    | 0.423 (37.4%)   | 12.1 (9.4%)  | 0.111 (11.3%)    |
|           | USD              | EUR              | CNY             | JPY          | GBP              |
| 2016–2020 | 0.58252 (41.73%) | 0.38671 (30.93%) | 1.0174 (10.92%) | 11.9 (8.33%) | 0.085946 (8.09%) |